# Kerrin Sheldon
Kerrin James Sheldon (* 20. Jahrhundert) ist ein US-amerikanischer Fotograf und Dokumentarfilmer.

## Karriere
Zu Beginn seiner Karriere arbeitete Kerrin James Sheldon als Fotograf unter anderem für The New York Times, CNN, GoPro, The Weather Channel, Budweiser oder Facebook. Seit 2013 wirkt er zudem im Filmgeschäft mit, wobei er bei Dokumentarfilmen entweder als Kameramann oder Filmeditor tätig war. Der Film Hollow: An Interactive Documentary von seiner Frau Elaine McMillion Sheldon, die er 2013 heiratete, wurde mit Hilfe von Kickstarter.com produziert. 530 Unterstützer spendeten insgesamt 28.788 US-Dollar. Im gleichen Jahr gab er bei dem Dokumentar-Kurzfilm über Seamus Heaney, der unter dem Titel For Seamus veröffentlicht wurde, sein Regiedebüt und war zudem für das Drehbuch verantwortlich.
Für den Dokumentarfilm Heroin(e) erhielten Sheldon und seine Frau bei der Oscarverleihung 2018 eine Oscarnominierung in der Kategorie „Bester Dokumentar-Kurzfilm“. Der Film wurde am 12. September 2017 bei Netflix veröffentlicht. Die Oscar-Auszeichnung erhielt jedoch Frank Stiefel für seinen Beitrag Heaven Is a Traffic Jam on the 405.

## Filmografie
- 2013: Hollow: An Interactive Documentary (Dokumentarfilm)
- 2013: For Seamus (Dokumentar-Kurzfilm)
- 2017: Heroin(e) (Dokumentar-Kurzfilm)
- 2017: Timberline (Kurzfilm)